# فينيكس سولار إى جي
فينيكس سولار أي جي (بالإنجليزية: Phoenix Solar AG)‏ هي شركة ألمانية للطاقة الكهروضوئية تعمل في مجال تكامل الأنظمة أي تصميم وبناء وتشغيل محطات توليد الطاقة الكهروضوئية الكبيرة وهي من تجار الجملة المتخصصين في النظم الكهروضوئية، ووحدات الطاقة الشمسية والمعدات المرتبطة بهذا المجال.

## التاريخ
انبثقت شركة فونيكس سولار أي جي من مبادرة "Bund der Energieverbraucher e.V" (بالعربية: الجمعية التعاونية لمستهلكي الطاقة) التي بدأت سنة 1994. وتأسست الشركة رسميا 18 نوفمبر سنة 1999، وفي 7 يناير من عام 2000 أدخلت في السجل التجاري للشركات. وفي اجتماع سنوي في 25 مايو 2007 وافق المساهمون على تغيير الاسم من فونيكس سونينستروم أي جي (Phönix SonnenStrom AG) إلى فونيكس سولار أي جي (Phoenix Solar AG). وتملك شركة فينيكس سولار أي جي مقرا في سولزيموس في شمال غربي ميونيخ في ألمانيا ومكاتب مبيعات، فضلا عن فروع في إيطاليا، إسبانيا، اليونان، سنغافورة وأستراليا والولايات المتحدة الأمريكية.
منذ 18 نوفمبر 2004، تتداول أسهم الشركة خارج البورصة في ميونيخ، فرانكفورت وفي برلين/بريمن وشتوتغارت. منذ تداول الأسهم على إم: استفادت من صلاحيات التحويل (الجزء في بورصة ميونيخ المخصص للشركات الصغيرة ومتوسطة القدرة) 27 يوليو عام 2005 فاكتسبت شركة فينيكس سولار اى جي إمكانية الحصول على رؤوس أموال إضافية وجمهور استثماري أوسع. في 27 يونيو 2006، أدرجت أسهم فينيكس رسميا وبدأ تداولها في سوق فرانكفورت لتداول الأسهم (المعيار الرئيسي). منذ مارس 2008 صارت أسهم شركة فينيكس سولار أيضا جزءا من مؤشر سوق سندات التكنولوجيا الفائقة (TechDAX).[بحاجة لمصدر]